# Bezdan (album)
Bezdan je četvrti studijski album novosadskog kantautora Đorđa Balaševića. Objavljen je 1986. godine. Ističu se pjesme "Ne volim januar", "Bezdan", "Narodnjaci", te "Ne lomite mi bagrenje"

## Popis pjesama
1. Sve je otišlo u Honduras (3:56)
2. Virovitica (3:30)
3. Ne volim januar (4:12)
4. Nema više benda kao Neoplanti (3:21)
5. Bezdan (4:31)
6. Narodnjaci (4:59)
7. Ne lomite mi bagrenje (5:40)
8. Slow motion (6:36)
9. Stari orkestar (2:52)